# Stara Oleksandrivka, Cervonoarmiisk
Stara Oleksandrivka (în ucraineană Стара Олександрівка) este un sat în comuna Ialînivka din raionul Cervonoarmiisk, regiunea Jîtomîr, Ucraina.

## Demografie
Componența lingvistică a localității Stara Oleksandrivka
     Ucraineană (99,15%)
     Alte limbi (0,43%)
Conform recensământului din 2001, majoritatea populației localității Stara Oleksandrivka era vorbitoare de ucraineană (99,15%), existând în minoritate și vorbitori de alte limbi.